# 新社庄 (臺中州)
新社庄，為1920年~1945年間存在之行政區，轄屬台中州東勢郡。今台中市新社區。

## 街原名
原屬臺中廳捒東上堡新社區下之新社庄、鳥銃頭庄、永居湖庄、水底藔庄、大湳庄、七份庄、馬力埔庄；原臺中廳捒東上堡新社區大坑庄改制後劃歸臺中州北屯庄。

## 行政區劃
新社庄轄域內分為新社、鳥銃頭、永居湖、水底寮、大南、七分、馬力埔七個大字。
- 新社大字下有「新社」、「山頂」、「食水嵙」、「復盛」小字名
- 水底寮大字下有「上水底寮」、「下水底寮」小字名
- 大南大字下有「大南」、「番社嶺」小字名
- 七分大字下有「七分」、「十分」、「水井子」小字名